# ツシマコウ
ツシマコウは日本の音楽家。シンガーソングライターであり、ギター・ドラム・鍵盤など様々な楽器を演奏するマルチプレイヤー。
複数のバンドで音楽活動をする傍ら、ご当地ヒーローやキャラクター等に楽曲提供をしている。

## 略歴
青森→秋田→宮城→埼玉→千葉と移り住む。
ギターボーカルとして、全楽曲の作詞作曲を手掛けバンド活動を行うも、ラジオ・TV等のメディア出演を経て、自身の音楽活動を一旦休止、その後アーティスト支援（楽曲提供・編曲）や舞台音楽制作で音楽に携わる。
現在は再びバンド活動を開始し、ソロで活動する他、サツキ名義でドラムボーカル、ツシマコウと愉快な眼鏡たち名義でギターボーカルをしている。
サツキはメンバーの脱退や加入を経て、2021年3月より4人編成で活動している。

## 楽曲提供
- 奥州・仙台おもてなし集団 伊達武将隊

　「旋風」
- ケヤッキー

　「ケヤッキーのうた」「ケヤッキーえかきうた」
- 仮面の守護者ゼロング

　「HERO!!～ゼロングのテーマ～」
- 川口市「夕暮れ食堂」youtube番組『It's a Donut World』[1]